# Audi Q2

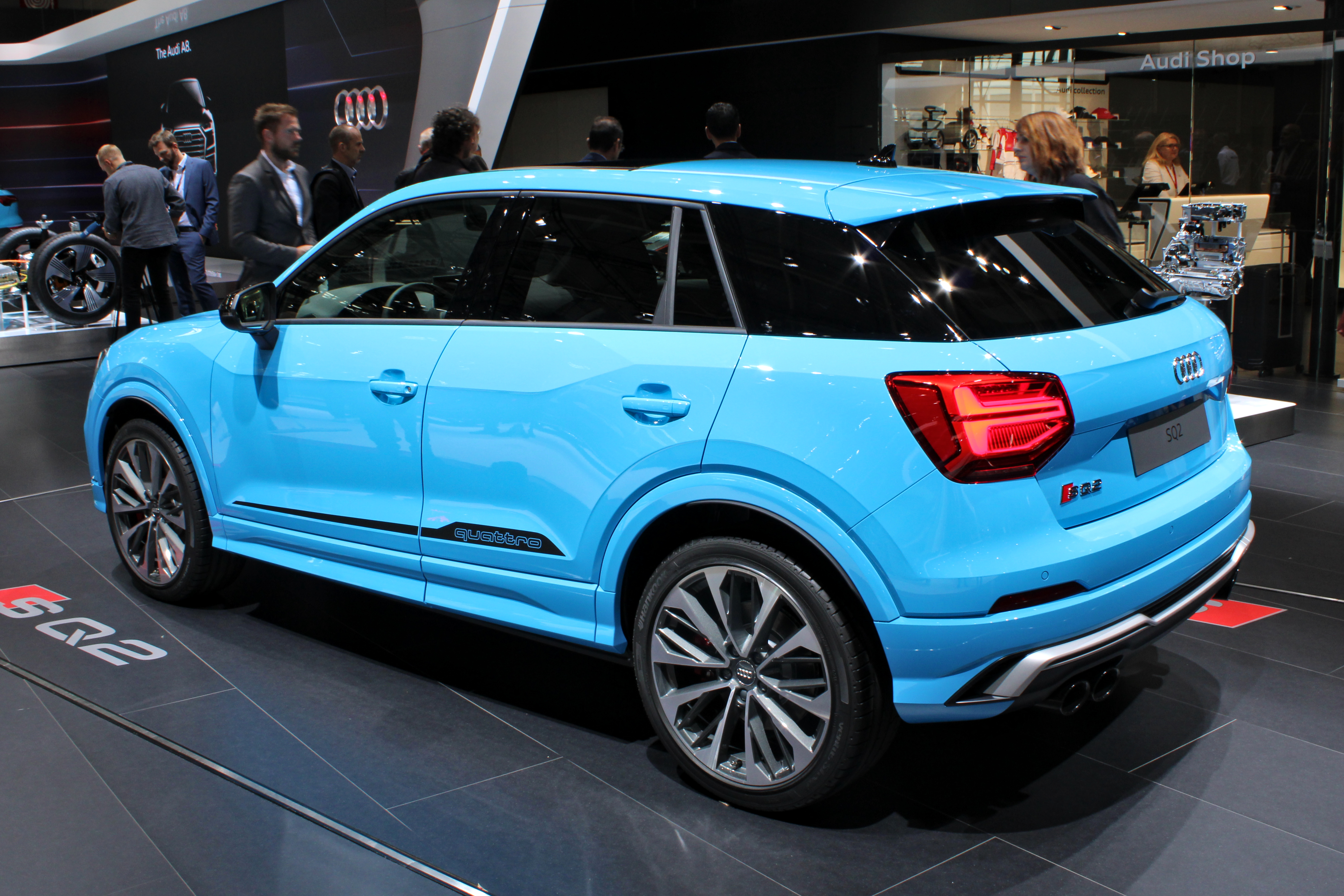
Audi SQ2

De Audi Q2 is een compacte Sports Utility Vehicle van het Duitse automerk Audi. De cross-over is na de Q7, Q5 en Q3 het vierde "Q-model" van Audi. Hij deelt zijn platform met de Audi A3.

## Uiterlijk
De Q2 wijkt enigszins af van andere Audi (Q) modellen qua uiterlijk. Met name de grille en koplampen zijn anders dan bij andere Q modellen. Er zijn twee uitvoeringen: sport en design. Bij design zijn de bumpers, spatborden en grille in contrastkleur Manhattangrijs gespoten. Standaard staat de Q2 op 17 inch lichtmetalen velgen, dit is uit te breiden naar 19 inch. Optioneel zijn er LED-koplampen. Ook is er een S-line exterieurpakket beschikbaar, met andere bumpers en diffuser, en standaard vollak. Typisch aan de Q2 zijn de c-stijlen, die Audi zelf blades noemt. Deze kunnen mee gespoten worden met de rest van de auto, maar ook in een contrastkleur. Opties hiervoor zijn ibiswit, manhattangrijs, mat titaangrijs en ijszilver (alleen bij sport).

## Interieur
Het interieur is in de basis dat van de A3, maar met meer personalisatiemogelijkheden. Er zijn normale stoelen en sportstoelen te krijgen, welke in verschillende soorten leder en stof te krijgen zijn, veelal met contrasterende stiksels. De decoratielijsten kunnen bij het designpakket in wit, oranje en aluminium worden uitgevoerd, bij het sportpakket kan dit in rood, geel en aluminium. De Audi Virtual Cockpit is ook in de Q2 een optie en een Bang & Olufsen speakersysteem van 705 watt is ook optioneel.

## Technisch
Bij de introductie waren drie motoren beschikbaar, de 1.4 TFSI benzine met cilinderuitschakeling en twee diesels; de 1.6 TDI met 116 pk en 2.0 TDI met 190 pk. Laatstgenoemde heeft altijd quattro en S tronic. Later kwam als nieuwe instapper de 1.0 TFSI driecilinder met 116 pk en als nieuwe topper de 2.0 TFSI met 190 pk. Deze gaat in 6,5 seconden naar de 100 km/u en is voorlopig de snelste Q2, tot het verschijnen van de SQ2, die 310 pk zal krijgen.

### Benzine
| Type         | Motor     | Vermogen | Koppel | Aandrijving | Gewicht | 0–100 km/u | Topsnelheid | Jaartal     |
| ------------ | --------- | -------- | ------ | ----------- | ------- | ---------- | ----------- | ----------- |
| 1.0 TFSI     | 3-in-lijn | 116 pk   | 200 Nm | voor        | 1180 kg | 10,1 s     | 197 km/u    | 2017 - 2018 |
| 1.4 TFSI COD | 4-in-lijn | 150 pk   | 250 Nm | voor        | 1240 kg | 8,5 s      | 212 km/u    | 2016 - 2019 |
| 2.0 FSI      | 4-in-lijn | 190 pk   | 320 Nm | quattro     | 1405 kg | 6,5 s      | 228 km/u    | 2017 - 2019 |

### Diesel
| Type    | Motor     | Vermogen | Koppel | Aandrijving | Gewicht | 0–100 km/u | Topsnelheid | Jaartal     |
| ------- | --------- | -------- | ------ | ----------- | ------- | ---------- | ----------- | ----------- |
| 1.6 TDI | 4-in-lijn | 116 pk   | 250 Nm | voor        | 1285 kg | 10,3 s     | 197 km/u    | 2016 - 2018 |
| 2.0 TDI | 4-in-lijn | 150 pk   | 340 Nm | quattro     | 1455 kg | 8,1 s      | 211 km/u    | 2017 - 2019 |
| 2.0 TDI | 4-in-lijn | 190 pk   | 400 Nm | quattro     | 1455 kg | 7,3 s      | 218 km/u    | 2016 - 2019 |

### Benzine
| Aanduiding | Type     | Motor     | Vermogen | Koppel | Aandrijving | Gewicht | 0–100 km/u | Topsnelheid | Jaartal      |
| ---------- | -------- | --------- | -------- | ------ | ----------- | ------- | ---------- | ----------- | ------------ |
| 30 TFSI    | 1.0 TFSI | 3-in-lijn | 116 pk   | 200 Nm | voor        | 1200 kg | 10,1 s     | 197 km/u    | 2019 - heden |
| 35 TFSI    | 1.5 TFSI | 4-in-lijn | 150 pk   | 250 Nm | voor        | 1240 kg | 8,5 s      | 212 km/u    | 2019 - heden |
| 40 TFSI    | 2.0 TFSI | 4-in-lijn | 190 pk   | 320 Nm | quattro     | 1405 kg | 6,5 s      | 228 km/u    | 2019 - heden |
| SQ2        | 2.0 TFSI | 4-in-lijn | 300 pk   | 400 Nm | quattro     | 1485 kg | 4,8 s      | 228 km/u    | 2019 - heden |

### Diesel
| Aanduiding | Type    | Motor     | Vermogen | Koppel | Aandrijving | Gewicht | 0–100 km/u | Topsnelheid | Jaartal      |
| ---------- | ------- | --------- | -------- | ------ | ----------- | ------- | ---------- | ----------- | ------------ |
| 30 TDI     | 1.6 TDI | 4-in-lijn | 116 pk   | 250 Nm | voor        | 1320 kg | 10,3 s     | 197 km/u    | 2019 - heden |
| 35 TDI     | 2.0 TDI | 4-in-lijn | 150 pk   | 340 Nm | quattro     | 1450 kg | 8,1 s      | 211 km/u    | 2019 - heden |